# خلقية
الخلقية (خلق السموات والأرض) (بالإنجليزية: creationism) هو المعتقد المشترك بين جميع الديانات الإبراهيمية وهو تصور ديني قديم بأن الإنسان والحياة والأرض والكون أيضا نشأ نتيجة تدخل وإبداع رباني إلهي من قبل الخالق. هذا التدخل الإلهي يمكن ان يكون خلقا مباشرا من عدم (ex nihilo) أو انبثاق للنظام والترتيب من شواش بدائي (demiurge) كما تنص بعض الأساطير اليونانية. يعتبر معظم المؤمنين في الديانات السماوية أن نظرية الخلق لا تتعارض مع الحقائق العلمية.
تتعارض هذه النظرة الدينية مع نظرة أخرى لتفسير الأمور والظواهر في سياق العلم تدعى الطبيعية التي تحاول أن تنظر للأمور في سياق مادي بحت دون أي اعتبار لوجود للنظرة الدينية أو الروحانية.